# One Night in Japan
One Night in Japan es un álbum en vivo no oficial del cantante estadounidense Michael Jackson. Fue lanzado el 10 de abril de 2009 por Immortal Records. El audio está extraído de una transmisión de radio del concierto del 26 de septiembre de 1987 en Yokohama, Japón que formó parte de la primera etapa del Bad World Tour.
Debido a este motivo el sonido es de baja calidad, presenta cortes imperfectos y no está masterizado correctamente. 

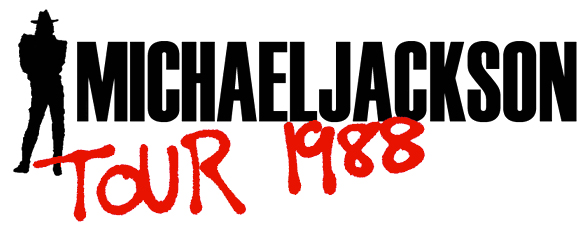
Logo del Bad World Tour.

El vídeo del concierto, titulado Michael Jackson Live in Japan, grabado por Nippon TV también se lanzó de manera no oficial el 12 de diciembre de 2008 y fue vendido en muchas tiendas de música. 
También fue subido múltiples veces a YouTube dónde ganó bastante popularidad, llegando a convertirse en uno de los conciertos más icónicos del cantante.
Las canciones "I Just Can't Stop Loving You" y "Bad" formaron parte del álbum Bad 25 (oficial) como bonus.

## Lista de canciones
| Disco uno |                                                   |                                                                                                |          |  |
| N.º       | Título                                            | Escritor(es)                                                                                   | Duración |  |
| 1.        | «Intro»                                           |                                                                                                | 0:36     |  |
| 2.        | «Wanna Be Startin' Somethin'»                     | Michael Jackson                                                                                | 5:14     |  |
| 3.        | «Things I Do for You»                             | Michael Jackson, Randy Jackson, Tito Jackson, Jackie Jackson, Marlon Jackson                   | 3:28     |  |
| 4.        | «Off the Wall»                                    | Rod Temperton                                                                                  | 3:44     |  |
| 5.        | «Human Nature»                                    | Steve Porcaro, John Bettis                                                                     | 4:28     |  |
| 6.        | «This Place Hotel»                                | Michael Jackson                                                                                | 5:23     |  |
| 7.        | «She's Out of My Life»                            | Tom Bahler                                                                                     | 4:15     |  |
| 8.        | «I Want You Back/The Love You Save/I'll Be There» | Berry Gordy, Freddie Perren, Alphonzo Mizell, Deke Richards, Bob West, Willie Hutch, Hal Davis | 6:07     |  |
| 9.        | «Rock with You»                                   | Rod Temperton                                                                                  | 4:03     |  |
| 10.       | «Lovely One»                                      | Michael Jackson, Randy Jackson                                                                 | 5:54     |  |
| 43:12     |                                                   |                                                                                                |          |  |

| Disco dos |                                                        |                                |          |  |
| N.º       | Título                                                 | Escritor(es)                   | Duración |  |
| 1.        | «Workin' Day and Night»                                | Michael Jackson                | 7:10     |  |
| 2.        | «Beat It»                                              | Michael Jackson                | 6:41     |  |
| 3.        | «Billie Jean»                                          | Michael Jackson                | 5:58     |  |
| 4.        | «Shake Your Body (Down to the Ground)»                 | Michael Jackson, Randy Jackson | 12:46    |  |
| 5.        | «Thriller»                                             | Rod Temperton                  | 4:29     |  |
| 6.        | «I Just Can't Stop Loving You» (dueto con Sheryl Crow) | Michael Jackson                | 6:23     |  |
| 7.        | «Bad»                                                  | Michael Jackson                | 6:09     |  |
| 49:36     |                                                        |                                |          |  |